# Bellefin Prong
Bellefin Prong es una península australiana bañada por las aguas de la bahía Shark, un golfo en el centro de la costa oeste de la Australia Occidental. Alargamiento hacia el norte de otra lengua de tierra mucho más vasta que cierra el suroeste de este golfo, la península Carrarang y que termina en el cabo Bellefin, así nombrado en honor del cirujano Francés Jérôme Bellefin al principio del siglo XIX. Es más o menos paralela a la península Heirisson Prong, situada más al este, y forma con ella una bahía que el descubridor del conjunto de la zona Louis Claude de Saulces de Freycinet llamó Havre Inútil en el marco de la expedición hacia las Tierras australes de Nicolas Baudin.
- Datos: Q2894838